# Andreas Fugger
Andreas Fugger (* 1394 in Augsburg; † 1457 ebenda), genannt „der Reiche“, war der älteste Sohn von Hans Fugger († 1408/09) und Elisabeth Gfattermann († 1436). Er gilt als Stammvater der Fugger vom Reh.
Zusammen mit seinen Brüdern Jakob und Michael übernahm er nach dem Tod seines Vaters dessen Tuchmacherei. Er schaffte es, Kontakte nach Venedig zu knüpfen und lernte dort die doppelte Buchführung. Durch seinen so gewonnenen Einfluss und sein Wissen schaffte er es, die Tuchmacherei der Brüder zum Großhandel zu erweitern. Er war Angehöriger der Weberzunft und außerdem Goldschmied. 1454 verlässt er das Familienunternehmen und überlässt seinem Bruder Jakob die alleinige Führung.
1431 heiratete er Barbara Stammler vom Ast (1415–1476), eine Patriziertochter (Vater: der Kaufmann Ulrich Stammler vom Ast, Mutter: Magaretha) und begründete die Linie der Fugger vom Reh. Insgesamt hatte Andreas Fugger vom Reh vier Söhne und fünf Töchter. Er war ein außerordentlich erfolgreicher Kaufmann und Geschäftsmann, der schnell in der damaligen Gesellschaft aufstieg und zu Amt und Würden kam. Er saß im Rat der Stadt Augsburg und hatte großen Einfluss. Seine Söhne Jakob (* 1430), Lukas (* 1439), Matthäus (* 1442) und Hans (* 1443) erhielten 1462 von Kaiser Friedrich aufgrund geschäftlicher Tüchtigkeit ihres Vaters und guter Geschäftsverbindungen zum Herrscherhause Habsburg das erste Fuggerwappen, ein goldenes springendes Reh auf blauem Grund, daher die Bezeichnung Fugger vom Reh.
Mit Andreas Fugger wurden die Fugger von Handwerkern zu Kaufleuten. Schnell stellte sich der geschäftliche Erfolg ein, Macht und Einfluss des Andreas wuchsen stetig. Bald wurde er „Andreas der Reiche“ genannt, ein Prädikat, das nach ihm nur noch Jakob Fugger aus der anderen Fugger-Linie erhielt. War Andreas, der 1457 an der Pest starb, noch ein sehr erfolgreicher Geschäftsmann mit hohem Ansehen in Augsburg und weit darüber hinaus, begann doch schon in der nächsten Generation der Niedergang der Linie Fugger vom Reh.